# Moussa Saïb
Moussa Saïb (nascut el 5 de març de 1969 a Theniet-El-Had) és un exfutbolista i entrenador algerià. Jugava de migcampista.

## Trajectòria
Saïb va tenir rellevància sobretot pel paper amb la selecció del seu país. Va ser el capità algerià en la primera meitat de la dècada dels 90, i peça clau del combinat del seu país que va guanyar la Copa d'Àfrica de 1990.
En clubs, va començar a destacar a les files del JS Kabylie del seu país natal, amb qui va guanyar la Champions africana de 1990. Dos anys després pega el salt a Europa de la mà de l'AJ Auxerre francés. El 1997 prova sort amb el València CF, però no troba lloc i tan sols hi disputa 14 partits amb els merengots. El 1998 recala al Tottenham Hotspur FC anglés.
Posteriorment, la seua carrera continuaria en equips de l'Aràbia Saudita, França o Algèria, entre d'altres, fins a retirar-se el 2004.
La seua carrera com a entrenador es va iniciar a l'agost del 2007 al fer-se càrrec del JS Kabylie.

### Clubs
- 1987-1989 : JSM Tiaret  Algèria
- 1989-1992 : JS Kabylie  Algèria
- 1992-1997 : AJ Auxerre  França
- 1997-1998 (març) : València CF  València
- 1998 (març)-1999 (des.) : Tottenham Hotspur FC  Anglaterra
- 1999 (des.)-2000 (des.) : Al-Nassr  Aràbia Saudita
- 2000 (des.)-2001 : AJ Auxerre  França
- 2001-2002 (gen.) : AS Monaco FC  França
- 2002 (gen.)-2002 : FC Lorient  França
- 2002-2002 (Nov.) : Dubai Club  Emirats Àrabs Units
- Novembre-Desembre 2002 : Al-Ahli (Dubai)  Emirats Àrabs Units
- 2003 (gen.)-2004 : JS Kabylie  Algèria

## Entrenador
- Gen. 2006 - Oct. 2006 : Olympique Noisy-le-Sec  França
- Oct. 2006 - Nov. 2006 : JS Kabylie  Algèria (Adjunt)
- Jul. 2007 - Ago. 2007 : JS Kabylie  Algèria (Co-entrenador)
- Ago. 2007 - Jun. 2008 : JS Kabylie  Algèria
- Principis del 2008: Aràbia Saudí
- Nov. 2008 - Gen. 2009: JS Kabylie  Algèria

## Palmarès
- Champions League africana 1990
- Lliga d'Algèria 1990 i 2004
- Ligue 1 francesa 1996
- Copa francesa 1994, 1995, 1996 i 2002
- Copa de la Lliga anglesa 1999
- Copa d'Àfrica de nacions 1990
- Copa Afro-asiàtica de nacions 1991
- DZFoot d'or 2003
- Baló d'or algerià 2004